# Pseudochalaraspidum hanseni
Pseudochalaraspidum hanseni är en kräftdjursart som beskrevs av Yakov Avadievich Birstein och Tchindonova 1962. Pseudochalaraspidum hanseni ingår i släktet Pseudochalaraspidum och familjen Lophogastridae. Inga underarter finns listade i Catalogue of Life.